# Hesperia sassacus
Hesperia sassacus is een vlinder uit de familie van de dikkopjes (Hesperiidae). De wetenschappelijke naam van de soort is voor het eerst geldig gepubliceerd in 1862 door Thaddeus William Harris.